# 이두현 (평론가)
이두현(李杜鉉, 1924년 4월 2일~2013년 8월 17일)은 대한민국의 연극학자, 평론가이다. 함북 회령 출신이다. 서울대학교 사대를 졸업했다. 미국 피바디 대학·가톨릭 대학에서 수업하였다. 서울대 사대 교수로 재직 중이다. <한국신극사연구> <한국가면극> 등의 저서가 있으며, <산대도감극 성립에 대하여> <신라오기고> 등의 논문 등을 발표하는 한편 연극 비평을 써왔다.